# L'Arrivée d'un train en gare de La Ciotat

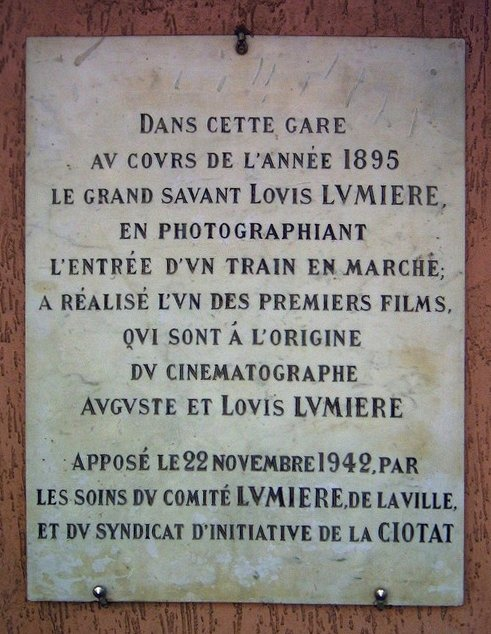
gedenksteen op het station van La Ciotat

L'Arrivée d'un train en gare de La Ciotat (Aankomst van een trein op het station van La Ciotat) is een korte Franse zwart-witfilm van de gebroeders Lumière, opgenomen in 1895 en voor het eerst publiekelijk getoond in januari 1896.

## Inhoud van de film
De film bestaat uit een scène waarin een stoomtrein op het station van La Ciotat aankomt. Diagonaal komt er een spoorlijn in beeld met op het perron reizigers, wachtend in hun zondagse pak. Een bagageloper loopt op de camera af. De stoomlocomotief nadert en houdt links in beeld stil, waarna reizigers uitstappen en anderen zich klaarmaken om in te stappen.
Het verhaal gaat dat tijdens de eerste vertoningen het publiek in paniek wegdeinsde en er een massahysterie zou zijn ontstaan. De mensen begrepen niet wat ze zagen en waren bang dat ze werkelijk overreden zouden worden. Dit verhaal was destijds in de wereld geholpen om publiciteit voor de film te genereren. Het is niet waarschijnlijk, want de opname is gemaakt vanaf het perron, opzij van de trein.

## Actualiteit
In februari 2020 werd een nieuwe versie van deze film uitgebracht, die digitaal werd verbeterd door middel van artificiële intelligentie. De ontbrekende details, zoals het gelaat van de mensen in beeld, werden hierbij door een computermodel gegenereerd.